# 芡
芡，又名䓈，民间俗称“鸡头莲”，是属于睡莲科芡属的水生植物，芡属是个单型属，只有这一物种。芡的种子称为“芡实”或“芡米”、“鸡头米”。芡实磨成“芡粉”後可用於“勾芡”。產於广东省肇庆的芡实可被標記為“肇实”，如同山藥中“淮山”。

## 名称
本种在不同地方有不同的名称，例如：假莲藕、湖南根、刺莲藕（广西）、肇實（廣東）、鸡头米（东北、河北、山东、江苏）、鸡头莲（山东、江苏、河南、江西、四川、广西）、鸡头荷（江西）、鬼莲（日本；）等。
在《本草纲目》中，则记做芡实。

## 特征

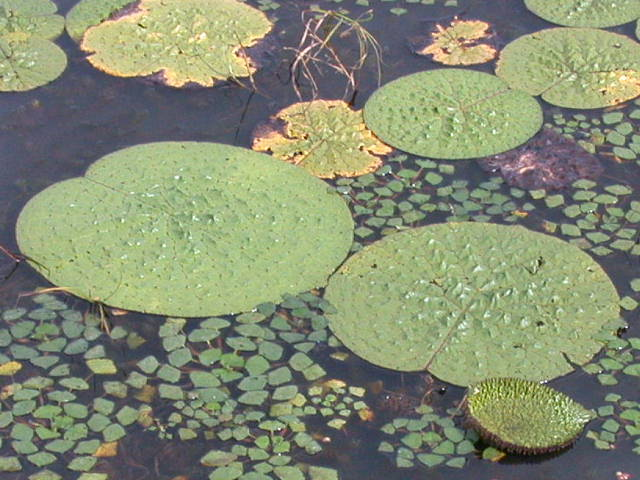
叶

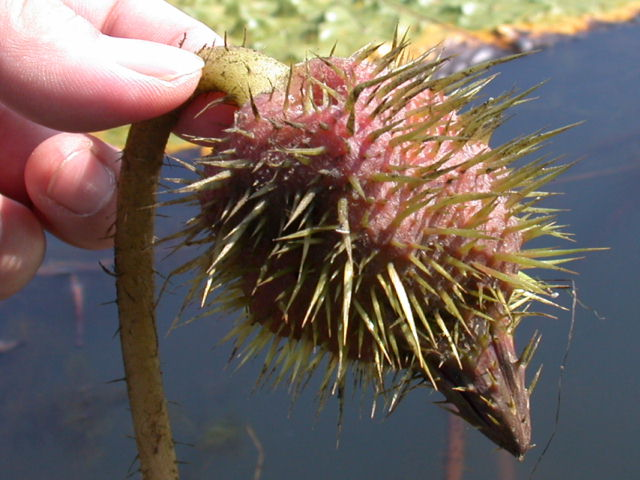
果实

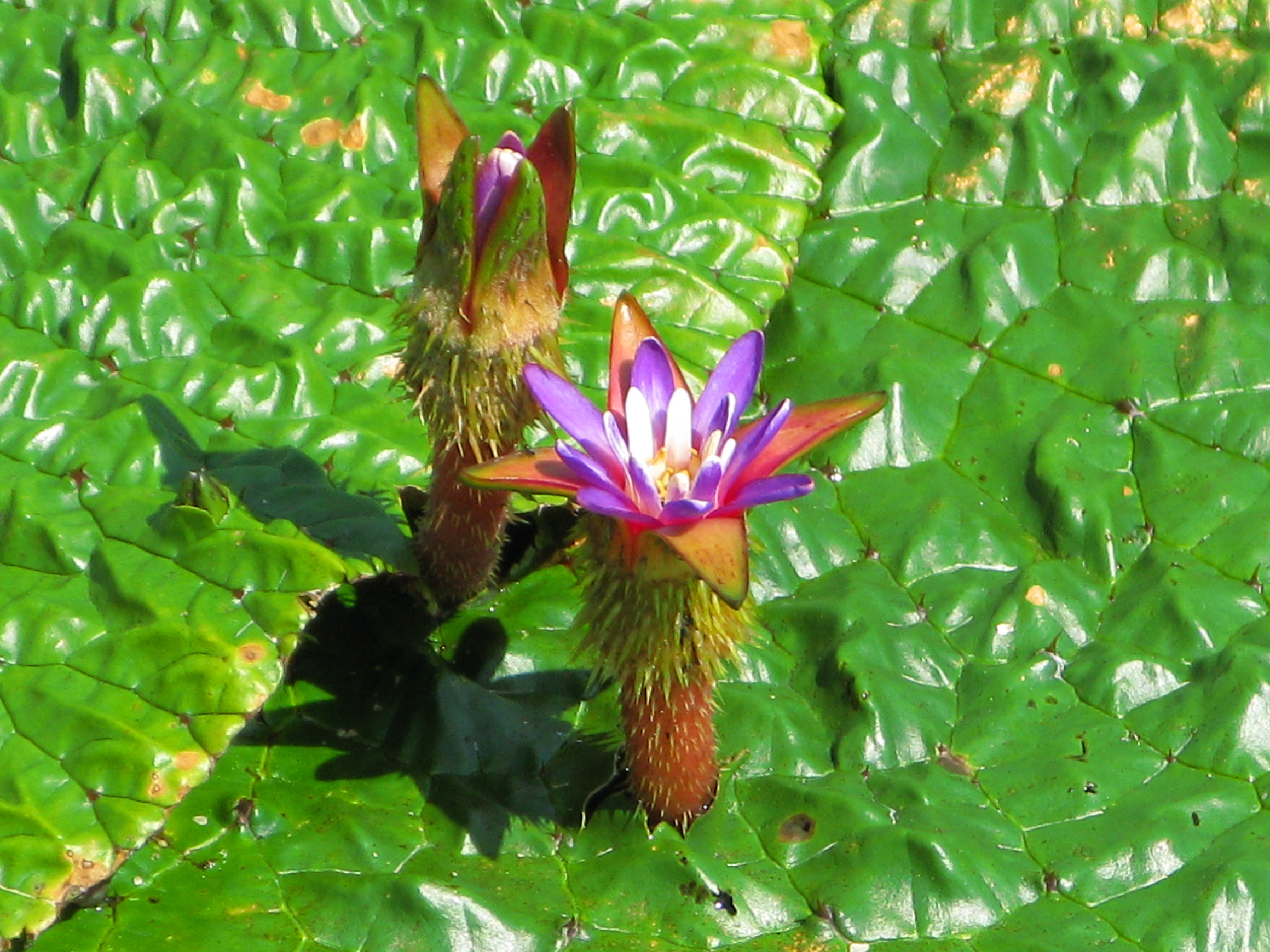
花——摄于日本埼玉县行田市

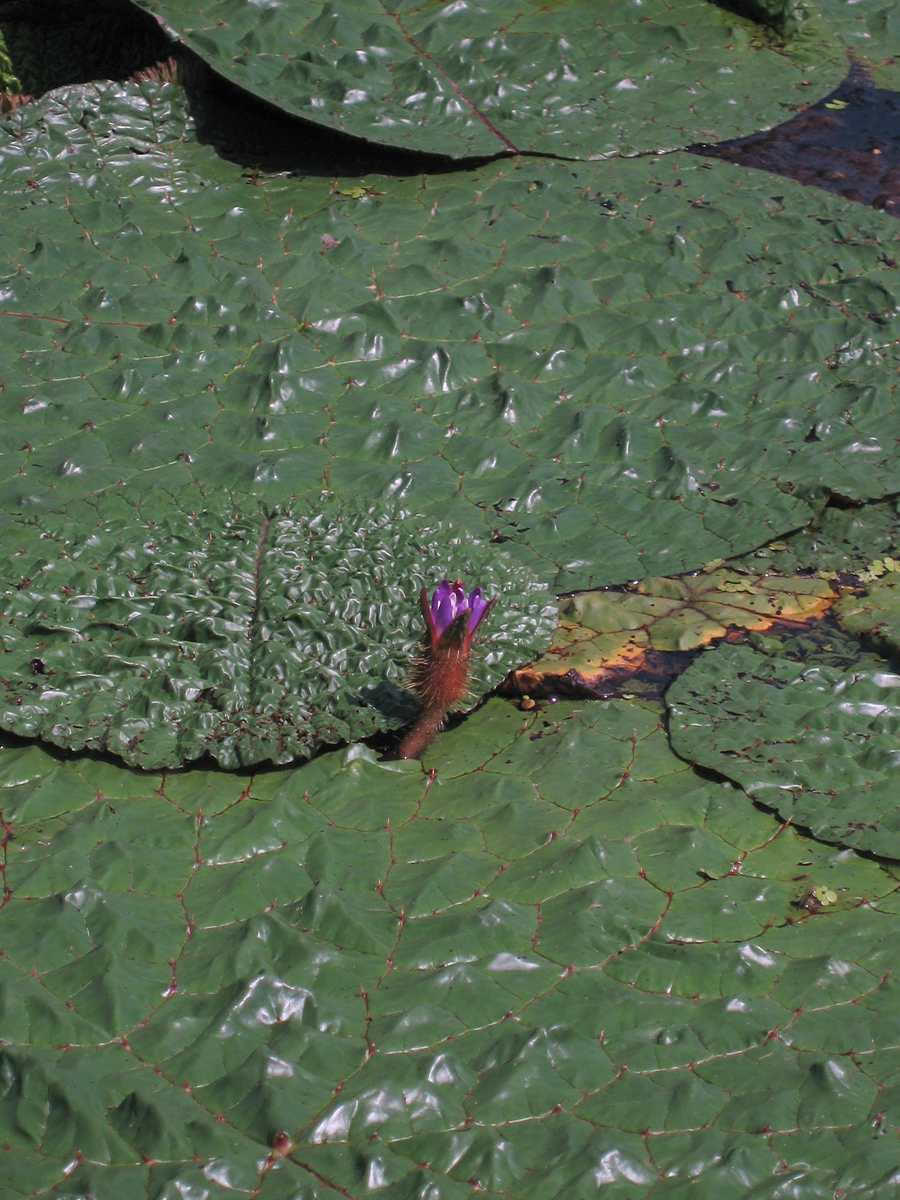
摄于日本岐阜县海津市

本种是一种大型的一年水生草本植物，一般多刺，然刺的多寡依品种而异。
叶有两种形态：初生叶为沉水叶，椭圆肾形或箭形，4—10厘米长，初生叶柄及叶面皆无刺；次生叶为浮水叶，直径达30—130厘米，呈圆形或椭圆形、盾状，全缘或有弯缺，革质，叶下呈紫色、有短毛，叶脉分支处有尖刺，叶柄可长达25厘米，粗壮、有密刺。
花长约5厘米，萼片4裂、宿存，长1—1.5厘米，披针形，生在花托边缘，萼筒与花托基部融合，内面紫色、外面密生弯硬刺，花萼比花瓣大，花瓣呈矩圆披针形到披针形，长1.5—2厘米，紫红色，呈数轮排列，向内渐变为雄蕊，花葯矩圆形、药隔先端截状，子房下位、心皮与心室各8个、无花柱，柱头盘凹入，柱头红色。花梗粗壮，可达25厘米，有密刺。
浆果球形，乌紫红色，革质，外有密刺，直径3至5厘米，顶端有直立宿萼，不整齐开裂。在孟加拉其果實有作食用。果實內含种子約20—100个。
种子球形、长十余毫米，假种皮浆质、厚种皮黑色，胚乳粉质。
花期7—8月，果期8—9月。

## 分布

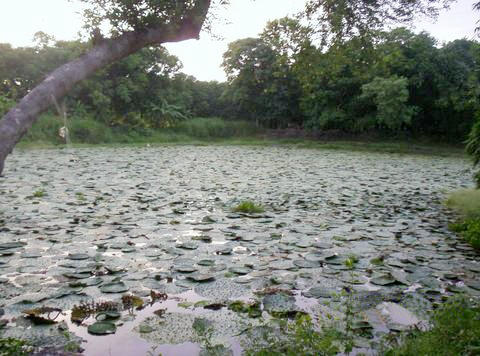
印度一处种植芡实的池塘

芡分布于东亚、南亚及东南亚等温带及亚热带地区的池塘、湖泊、沼泽等湿地。
俄罗斯远东地区（滨海边疆区）、朝鲜半岛、中国（东北、内蒙古、河北、河南、山东、山西、陕西、湖北、湖南、安徽、浙江、江苏、江西、福建、广东、广西、贵州、四川、云南、海南）、台湾、日本（本州、九州）、缅甸、孟加拉、印度（阿萨姆、比哈尔、查谟克什米尔邦、曼尼普尔、米佐拉姆、拉贾斯坦、特里普拉邦、北方邦、西孟加拉）等地都有分布记录。

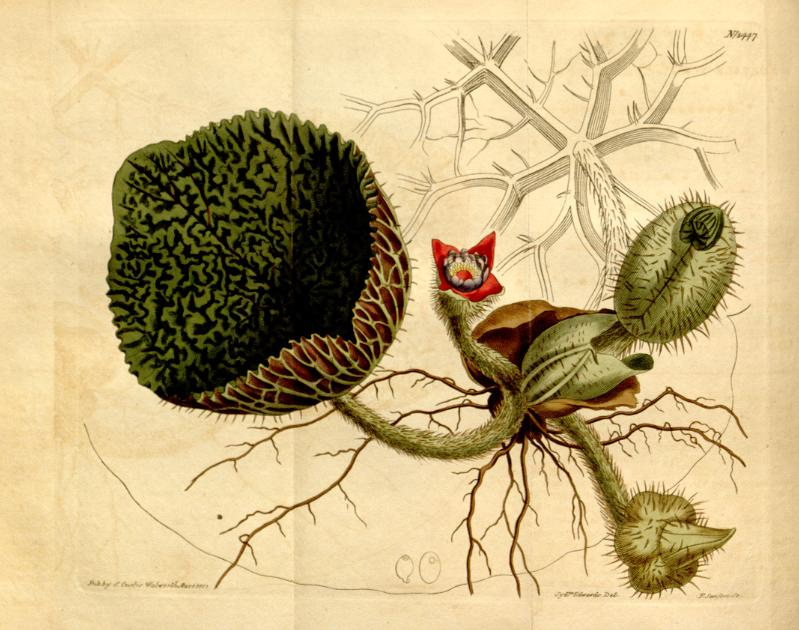
芡，刊于1812年《柯蒂斯植物杂志》

## 分類
本種是芡屬目前唯一已知的物種，近緣的兩種王蓮屬也曾經被歸類為芡屬的成員。

## 用途
芡的种子可以食用、酿酒及制作副食品，全株可以做堆肥，也可成为猪饲料。

### 种子
芡的成熟种仁也叫芡实，又名鸡头米、肇实。主要成分含有淀粉、蛋白质、脂肪、钙、磷、铁等。中式烹饪中常说的“勾芡”所用到的“芡粉”，原本就是指芡实的粉末，后来也指其他主要成分为淀粉的替代品，比如绿豆淀粉，马铃薯淀粉，菱粉、藕粉、玉米淀粉等等。
芡实还可以用来制作芡实粥和芡实糕，或者夏季做鸡头米汤，像绿豆汤一样有防暑降温的功效。同时，芡实也是一种中药成分，《本草纲目》等都有记载。

## 延伸阅读
[在维基数据编辑]
 《欽定古今圖書集成·博物彙編·草木典·芡部》，出自陈梦雷《古今圖書集成》
 《植物名實圖考·芡》，出自吳其濬《植物名實圖考》